# Guajajara
Les Guajajara sont un peuple autochtone de l’État brésilien de Maranhão. Ils sont l'un des groupes autochtones les plus nombreux au Brésil,.
En 1901, les Guajajara ont combattu les missionnaires capucins dans ce qui est considéré comme la dernière « guerre contre les Indiens » au Brésil.
C'est au sein de cette tribu qu'est né le groupe de défense de l'Amazonie "Les Gardiens de la forêt", dont le leader, Paulo Paulino Guajajara a été assassiné le 1er novembre 2019 par des bûcherons illégaux,,,.